# Yuri (langue)
Pour les articles homonymes, voir Yuri (homonymie).
Le yuri est une langue amérindienne isolée parlée, le long de la rivière Puré, dans l'Amazonas, à la frontière de la  Colombie et du Brésil.
Le yuri, qui est une langue quasiment inconnue, est considéré comme éteint depuis longtemps. Pourtant l'existence de locuteurs a été rapportée dans les années 1990.